# Jeremy Corbyn
Jeremy Bernard Corbyn (Chippenham, Inglaterra, 26 de mayo de 1949) es un político británico. Empezó como el líder del Partido Laborista el 12 de septiembre de 2015 tras ser elegido en primarias con el 60 % de los votos y anunció su dimisión el 13 de diciembre de 2019 tras las elecciones generales del Reino Unido de 2019. En abril de 2020 Keir Starmer fue elegido nuevo líder laborista.por sus declaraciones sobre Israel, pero tras finalizar su suspensión, Starmer confirmó que "no volvería".Fue expulsado formalmente del partido el 28 de marzo de 2023, cuando se le prohibió ser candidato.
Corbyn se define como pacifista y republicano y es vegetariano. Colabora habitualmente en campañas internacionales de derechos humanos. Participó en la Coalición para detener la guerra de Irak y en la campaña de solidaridad con Palestina; es también vicepresidente de la Campaña para el Desarme Nuclear. Su liderazgo del Partido Laborista fue marcado por su posición contraria a Israel.

## Biografía
Nació en Chippenham, en el condado del Wiltshire en el sur de Inglaterra. Sus padres, David, ingeniero eléctrico, y Naomi, profesora de matemáticas, eran pacifistas y se conocieron durante la guerra civil española. Es hermano de Piers Corbyn, astrofísico, meteorólogo y empresario escéptico del cambio climático.
Estudió en la Adams' Grammar School en Shropshire. Al acabar la secundaria, a los 18 años, trabajó durante dos años en una organización de ayuda al desarrollo en Jamaica, después regresó a Gran Bretaña y trabajó para organizaciones sindicales. Inició su activismo político participando en las manifestaciones de los años 60 contra la guerra del Vietnam durante su etapa de estudiante en la Politécnica North London, que abandonó tras una discusión con sus tutores sobre el plan de estudios.

## Trayectoria política
Empezó su militancia política en el mundo sindical. A los 24 años, en 1974, fue elegido concejal del distrito londinense de Haringey, cargo que asumió hasta las elecciones parlamentarias de 1983 cuando ganó un escaño como miembro en la Cámara de los Comunes por la circunscripción de Islington del norte en Londres. En la Cámara de los Comunes Corbyn ha votado en numerosas ocasiones sin seguir las directrices del Partido Laborista; por ello es considerado uno de los parlamentarios británicos más rebeldes.
Desde su escaño, ha mantenido durante más de 30 años el activismo en diferentes causas, desde la Campaña para el Desarme Nuclear, la unidad de Irlanda, Palestina, hasta la lucha contra el apartheid: en 1984 fue detenido durante una manifestación de protesta ante la embajada de Sudáfrica y se sumó a la protesta por la venta de armas a Sadam Hussein. Invitó a Gerry Adams y al Sinn Féin a la Cámara de los Comunes, y en 1987 guardó un minuto de silencio por los 8 miembros del IRA asesinados por el SAS en la emboscada de Loughgall,
a principios de 1974, a los 24 años, fue elegido concejal de Haringey por el distrito de South Hornsey . [ 38 ] Tras los cambios de límites en 1978, fue reelegido concejal por el distrito de Harringay , cargo que ocupó hasta 1983. [ 17 ] [ 39 ] Como delegado de Hornsey en la Conferencia del Partido Laborista de 1978, Corbyn logró presentar una moción que solicitaba que los dentistas fueran empleados por el Servicio Nacional de Salud (NHS) en lugar de contratistas privados. También intervino en otro debate, describiendo una moción que solicitaba un mayor apoyo a la ley y el orden como «más apropiada para el Frente Nacional que para el Partido Laborista. Hizo campaña contra el Tratado de Maastricht en 1992. En 1999 apoyó la campaña de Amnistía Internacional para extraditar a España al exdictador y en ese entonces senador chileno Augusto Pinochet. Durante el gobierno laborista de Tony Blair (1997-2007), denunció públicamente su actuación acusándolo de violar los Derechos Humanos y las libertades públicas, especialmente con aquellas personas que solicitaban asilo político.
Luego del escándalo que estalló en 2009 en Gran Bretaña sobre los gastos de los parlamentarios, y se hizo la comparación entre todos ellos, Corbyn resultó ser quien pidió el menor reembolso de gastos de función en el período de mayo a agosto de 2010.
Tras la dimisión de Ed Miliband después de las elecciones generales de 2015, presentó su candidatura para liderar el Partido Laborista. Empezó como el candidato con las cifras más bajas de apoyo entre los cuatro que concurrieron —Liz Kendall, Andy Burnham y Yvette Cooper— pero a finales de julio encabezaba los sondeos. Le fue favorable la reforma del modo de elección del nuevo líder, que da a los simpatizante el mismo poder que los a militantes y a los sindicalistas. El 12 de septiembre de 2015 fue elegido como nuevo líder de los laboristas, con el 60 por ciento de los votos, y sustituyó a Ed Miliband. Según apunta el diario británico The Daily Telegraph, el veterano político logró 251 000 de los 422 000 votos. Tras la elección de Corbyn, Iain McNicol, Secreario General del laborismo, informó que al día siguiente, solo en 24 horas, 15 000 personas se afiliaron al partido.
En las elecciones legislativas de 2017, el Partido laborista obtuvo tres millones y medio de votos adicionales, lo que supuso el mayor aumento electoral de su historia. Este resultado fue tanto más notable cuanto que en otras partes de Europa los partidos socialdemócratas, como el PS francés y el SPD alemán, estaban experimentando fuertes regresiones. El Partido Laborista también registró un aumento considerable del número de sus activistas: casi 570.000 en 2018, 300.000 más que en 2015; la organización juvenil, Young Labour, por sí sola tenía más miembros en 2018 que el Partido Conservador, todas las edades juntas. La membresía entre las clases trabajadoras y los jóvenes ha sido impulsada por la cambiante línea del partido de Corbyn. Al proponer la renacionalización del ferrocarril y la gratuidad del acceso a la universidad, los laboristas rompieron con la Tercera vía que preconizaban Tony Blair y buena parte de la Internacional Socialista.
En 2019, tras el estancamiento que sufrió el parlamento como consecuencia del Brexit, Corbyn apoyó la celebración de un referéndum sobre el acuerdo de retirada, posicionando al partido en un punto neutral. En las elecciones generales de 2019 el partido laborista sufrió un fuerte descenso
Tras esto Corbyn anunció que no llevaría al Partido Laborista a las próximas elecciones, lo que desencadenó en 2020 la elección de Keir Starmer como dirigente del partido. Su sucesor mantuvo un perfil izquierdista y se ha comprometido en mantener propuestas de Corbyn como abolir las tasas universitarias y nacionalizar los servicios clave del Reino Unido.

## Vida personal
Tiene tres hijos con Claudia Bracchitta, exiliada chilena con quien se casó en 1987 y de la que se divorció en 1999. Se ha casado tres veces. Su primer matrimonio fue en 1974 con la profesora Jane Chapman que, como Corbyn, era concejal en Haringey.
Su tercer matrimonio ha sido con la mexicana Laura Álvarez, importadora de café de comercio justo y abogada. Habla castellano con fluidez y le gusta desplazarse en bicicleta.